# Доми, Магир
Магир Доми (алб. Mahir Domi; 12 марта 1915, Эльбасан — 19 сентября 2000, Тирана) — албанский учёный-лингвист, лексикограф, морфолог, педагог, профессор, академик. Один из организаторов и основных участников Албанского орфографического конгресса, член комиссии по внедрению правил орфографии стандартного албанского языка.

## Биография
Учился в лицее в Корче, затем окончил высшую школу в родном городе (ныне Эльбасанский университет), до 1941 года изучал классическую филологию в университете Гренобля (Франция).
Вернувшись на родину, на некоторое время был интернирован итальянскими оккупационными властями. Учительствовал, был директором школы в Эльбасане. С 1947 года работал в Институте наук (ныне Албанская академия наук) и преподавателем в Высшем педагогическом институте в Тиране.
Когда в 1957 году был основан Тиранский университет, М. Доми стал заведующим кафедрой албанского языка (1957—1962), а также секцией грамматики и диалектологии Института язык и литературы (Instituti i Gjuhësisë dhe i Letërsisë, 1957—1991). Читал курс лекций «Синтаксис албанского языка», «Историческая морфология албанского языка» и «История албанологии».
Был одним из основателей Академии наук Албании и членом её президиума.
Автором ряда работ, посвящённых исследованию албанского языка, словарей и глоссариев.

## Награды
- Звание «Народный учитель» («Muesues i Popullit»)
- Государственная премия Албании первой степени (дважды, «Çmimi i Republikës i shkallës së parë»).